# Хара, Хисадзи
Хисадзи Хара (иногда Хисаджи Хара, яп. 原久路, англ. Hisaji Hara, 1964, Токио, Япония) — японский фотограф. Среди его циклов снимков наиболее известен цикл «Фотографическое изображение живописи Бальтюса», воссоздающий картины французского живописца польского происхождения Бальтюса.
Творчество фотохудожника освещают крупные средства массовой информации («The Guardian», «Korea JoongAng Daily») и профессиональные журналы («Blink», «PHaT PHOTO», «中国撮影»).

## Биография
Хисадзи Хара родился в Токио в 1964 году. Он окончил Университет искусств Мусасино в 1986 году по специальности «Искусство и дизайн». В 1993 году он переехал (по утверждению средств массовой информации, «эмигрировал») в США и работал в качестве оператора-постановщика в Научной технологической сети (англ. Science Technology Network) в Нью-Йорке и эксклюзивным видеооператором для Хиллари Родэм Клинтон в NHK, оператором-постановщиком в документальном фильме о XIV Далай-ламе и в многочисленных телевизионных программах и документальных фильмах. В 2001 году он вернулся на родину и стал работать независимым фотографом. В период между 2006 и 2011 годами Хара создал серию фотографий, которые детально воспроизводят картины Бальтюса, запечатлевшие Терезу Бланшар и других моделей-подростков. Известность к нему пришла в 2012 году после публикации и международного турне серии «Фотографическое изображение живописи Бальтюса», включавшей сделанные за многие годы снимки.
Долгое время Хисадзи Хара жил в Токио в загородном доме вблизи старого бамбукового леса. О себе он говорил в интервью, что часто работал, забывая обо всём, в течение шести—семи часов подряд, а поддерживал физическую форму «сладостями и кофеином».
С 2013 года Хара сотрудничает с фотографом Нацуми Хаяси (яп. 林ナツミ, после окончания литературного факультета частного Университета Риккё в Токио она изучала детскую психологию в аспирантуре университета, затем работала как модель, а с 2009 года — как фотограф). Хаяси получила известность серией фоторабот «Летающая сегодня» (яп. 『本日の浮遊』), запечатлевшей полёты девушек (часто в этом образе выступает она сама) в высоком прыжке. Многие фотографии творческого дуэта сняты в небольшом городе Беппу в префектуре Оита, где они поселились. Хара стал заниматься съёмкой на улицах; в интервью он рассказывает, что снимает по 500 фотографий во время прогулки на 100 метров. Широкую популярность получила серия фотографий, изображающая девочек-близнецов (яп. 「双子シリーズ」).
Хисадзи Хара утверждает, что испытывает сомнение в таких основах современного общества, как капитализм и власть денег, и стремится отразить эти свои мысли в фотографиях.

## Особенности творчества
По признанию фотографа, его восхищают работы таких ярких личностей в мире искусства, как режиссёр Андрей Тарковский, художники Пуссен (1594—1665) и Джотто (1266—1337).
О начале работы над своим наиболее ярким в творческом отношении циклом «Фотографическое изображение живописи Бальтюса», принёсшим ему известность, Хара рассказывает, что с картинами Бальтюса он впервые столкнулся ещё в средней школе. После поступления в университет в начале 1980-х годов его интересы переместились в сферу современного искусства, и он забыл о творчестве Бальтюса почти на двадцать лет. Хара утверждает, что уютным осенним вечером 2005 года, когда он крепко спал, образ одной из картин Бальтюса («Мечтающая Тереза») внезапно явился ему во сне. Поскольку это произошло внезапно, он не смог определить причины, «почему» это произошло. «Современное искусство» перестало быть современным для него с той ночи. Хара перестал предпринимать попытки стать «новым» или «индивидуальным» и начал стремиться к «универсальности», которая воплотилась для него в Бальтюсе. Он попытался найти изображение картины в интернете, но нашёл только очень маленькую версию. Хара спланировал двадцать пять черно-белых фотографий, основанных на полотнах французского живописца, лишь немногие из которых он к тому времени видел вживую. «Мечтающая Тереза» изображает девочку-подростка отвернувшейся от зрителя и закрывшей глаза. Её расставленные ноги демонстрируют белое нижнее бельё, поскольку она беззаботно дремлет, купаясь в солнечном свете. Восхищали Хару не сексуальный подтекст картины, а композиция и использование света; детально продуманные углы согнутых коленей и локтей, образующие сложную геометрическую фигуру; ощущение воздушной перспективы, достигнутое в тесном пространстве изображённой комнаты. Фотографируя одни и те же модели, Хасаги Хара использовал для съёмок медицинскую клинику Хара, построенную в стиле ар-нуво в 1920-х годах (по другим данным в 1912 году). Здание, пустовавшее с 1960 года, сохранило меблировку и реквизиты этого времени, включая даже старые стаканы с лекарственными препаратами на полках.
Вместе с тем некоторые критики отмечали:

«В стиле современных мастеров Хара создаёт сцены, соединяющие невинность и эротику. Модели имеют внешность шаловливых детей, но их позы приглашают зрителя увидеть в них соблазнительных молодых женщин. Более того, замышляя свои фотографии, Хисадзи Хара решил одеть девочек в школьную форму, тем самым подчеркивая переходный период между ребёнком и взрослой жизнью. Нам кажется, что мы заинтересованные, почти навязчивые вуайеристы в отношении юной невинности»— Галерея Майкла Хоппена
Корейская газета «Korea JoongAng Daily», выходящая на английском языке, отмечала, что «многие зрители чувствовали себя некомфортно» на выставке фотографий Хары в Сеуле, так как школьная форма девочек является важным элементом в японской субкультуре и часто встречаются в хентае, хотя должна «работать как механизм, обеспечивающий священное, исключительное положение для физически зрелых девушек и уничтожать эротические подтексты». Вывод газеты: «Когда табу становится сильнее, сильнее становится и тайное желание».
Утверждалось также, что Хара сделал незаметные дополнения к костюмам своих моделей, чтобы создать странную угловатость их поз и одежды, соответствующую картинам Бальтюса, а также заказал специальную мебель для своих фотографий.
Фотограф первоначально использовал аналоговые плёночные камеры и метод многократной экспозиции, а с начала 2009 года перешёл на цифровую камеру. Художественные критики отмечали, что в силу того, что снимки являются фотографиями реальной девочки, они не производят столь зловещего и провокационного впечатления, как их живописные оригиналы. Чёрно-белые фотографии далеки от сюрреалистического мира картин французского художника и выглядят «как кадры из утраченного японского формалистического фильма, в котором персонажи существуют в пространстве между реальностью и сновидением». Фотограф использовал образ «школьницы» в качестве стандарта японской современной культуры, который является метафорой пересечения между двумя культурами — Востока и Запада. Критики отмечают, что Хара попытался проследить культурное разнообразие картин Бальтюса, использовав образ характер «школьницы» и детально точное воспроизведение его картин в своих фотографических композициях. Он использовал аналоговые плёночные камеры среднего и большого формата, поскольку цифровые камеры ещё не были достаточно хороши для получения изображений высокой чёткости. Но последние отпечатки в серии — это цифровые пигментные отпечатки, фотограф начал использовать цифровые камеры с начала 2009 года (в настоящее время он использует как аналоговый, так и цифровой метод). Фотографии были напечатаны в чёрно-белом варианте, но подкрашены сепией и слегка отличаются друг от друга степенью окраски, которая должна имитировать старение нитрата серебра. Из-за этого, по замыслу фотографа, зрители не смогут определить самостоятельно время, когда фотографии были созданы (помимо цифровой пигментной печати фотограф использовал классическую альбуминовую печать, характерную для XIX века, чтобы напечатать серию. Хара также утверждал: «Поскольку я изменял фокус, когда использовал множественные экспозиции, то оптическая перспектива была нарушена, и мне удалось создать по настоящему оригинальное ощущение пространства, которое я вижу в картинах Бальтюса».
Некоторое время Хара работал видеорежиссёром и утверждает, что использует в настоящее время в фотографии методы, обычно применяемые в создании фильмов: огромную дымовую машину для получения эффекта аэрофотосъёмки, изменяя толщину искусственного тумана, несколько экспозиций, используемых, например, чтобы показать двух девочек, в исполнении одной и той же модели, в одном кадре одновременно (он придумал этот эффект под впечатлением от просмотра научно-фантастических фильмов). Вместе с тем он отмечает и различие в подходе между фильмом и фотографией: по его мнению, структура кино более похожа на структуру музыки, а фотография связана с использованием только одного статичного сегмента времени, движущегося потока времени здесь нет.
Хара использует обычно камеру Pentax 67 среднего формата серии SLR и камеры серии Linhof Technika. Он мечтает сфотографировать старомодные социальные институты, такие как закрытые школы.

## Крупные выставки
В 2009—2014 годах состоялась серия персональных экспозиций фотографий Хары в крупных выставочных залах Азии, Европы и Америки. Среди них:
- Март — май 2013. Галерея Алекса Дэниелса, Амстердам[12].
- Май 2012. Санта Моника, Калифорния, США. ROSEGALLERY[13].
- Апрель — май 2012. Центр фотографии «Три тени»[англ.], Пекин.
- Февраль — март 2012. Галерея Майкла Хоппена, Лондон[8][14].